# IC 3658
IC 3658 ist eine elliptische Zwerggalaxie vom Hubble-Typ dE im Sternbild Coma Berenices am Nordsternhimmel, die schätzungsweise 15 Millionen Lichtjahre von der Milchstraße entfernt.
Das Objekt wurde am 7. Mai 1904 von Royal Harwood Frost entdeckt.